# Bridge City, Texas
Bridge City là một thành phố thuộc quận Orange, tiểu bang Texas, Hoa Kỳ. Năm 2010, dân số của xã này là 7840 người.

## Dân số
- Dân số năm 2000: 8651 người.
- Dân số năm 2010: 7840 người.